# Faustus (Lampenhersteller)

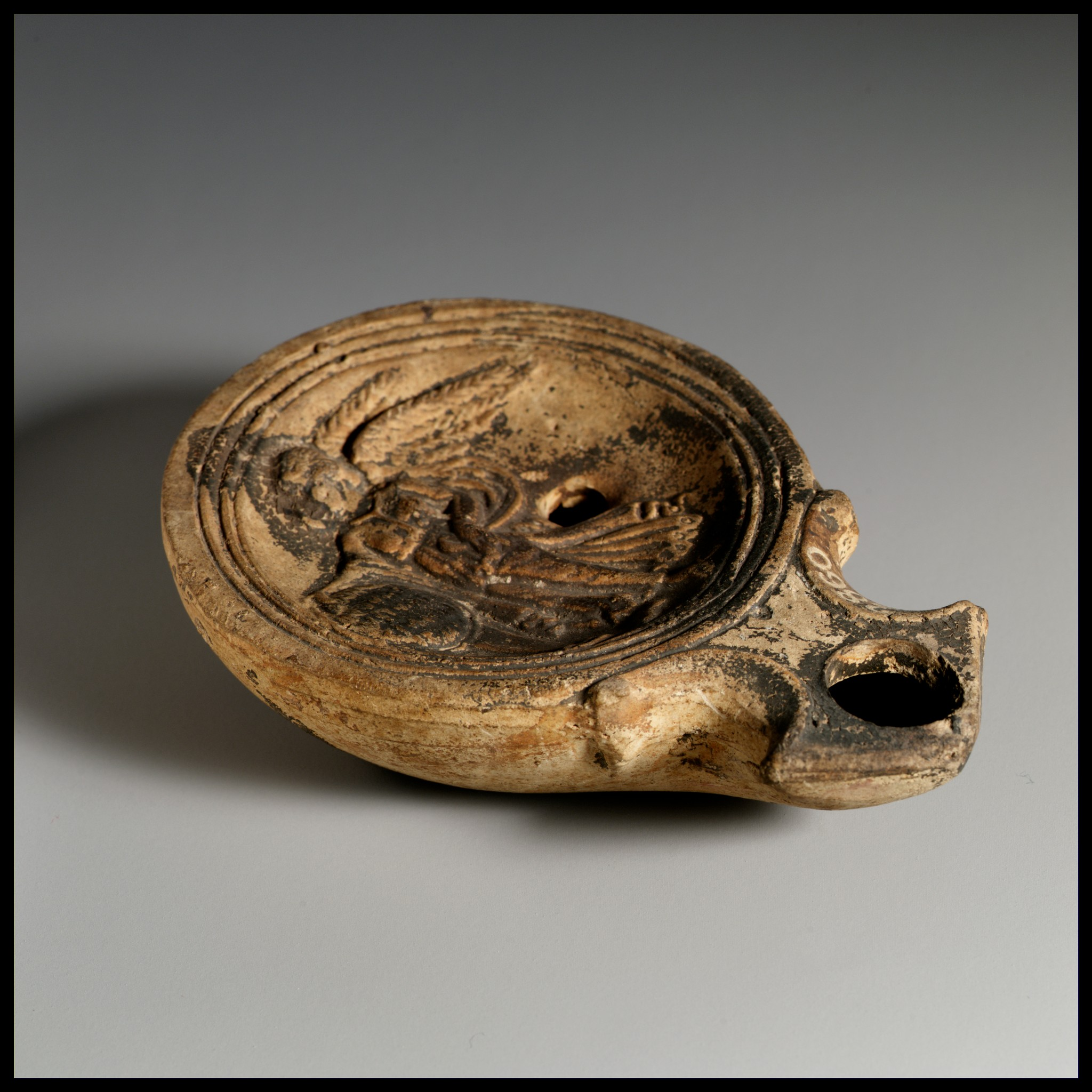
Bildlampe mit eckiger Volutenschnauze des Faustus

Faustus war ein römischer Töpfer von Tonlampen der augusteischen Zeit, der anders als die meisten seiner Berufsgenossen nicht stationär an einem Ort arbeitete, sondern seine Werkstatt zunächst von Italien in den östlichen Mittelmeerraum und schließlich nach Ägypten verlegte. Lampen aus seiner Werkstatt lassen sich durch die eingeritzte Signatur auf dem Boden erkennen. Bis heute sind knapp 150 seiner Produkte bekannt; zahlreiche weitere sind zwar von den Bildern her identisch, aber nicht sicher zuweisbar, da sie nicht signiert sind. Faustus kann als exemplarischer und interessanter Fall für die Organisation der römischen Tonlampenproduktion gelten. Da die Lampen des Faustus vielerorts zu den frühesten belegten römischen Bildlampen gehören, kommt ihm für die Verbreitung der Herstellungstechnik, der Lampenformen und typisch römischer Bilder wie Gladiatorendarstellungen oder Neujahrslampen eine besondere Bedeutung zu.

## Datierung
Die Faustus-Lampen können aufgrund ihrer Form und Fundkontexte etwa in den Zeitraum 20 v. Chr. – 50 n. Chr. datiert werden. Die Datierung basiert zum einen auf der Analyse der Fundkontexte – gut datierte Befunde liegen zum Beispiel vom Magdalensberg, aus Pisa, Beirut und vom Tel Anafa vor. Die zeitliche Streuung der Produkte belegt zum anderen das produzierte Typenspektrum. So produzierte Faustus Vogelkopflampen, die noch dem 1. Jahrhundert v. Chr. angehören, ebenso wie frühe Bildlampen mit eckiger und runder Volutenschnauze sowie erste Rundlampen, die bereits in die Mitte des 1. Jahrhunderts n. Chr. weisen.

## Signaturvarianten

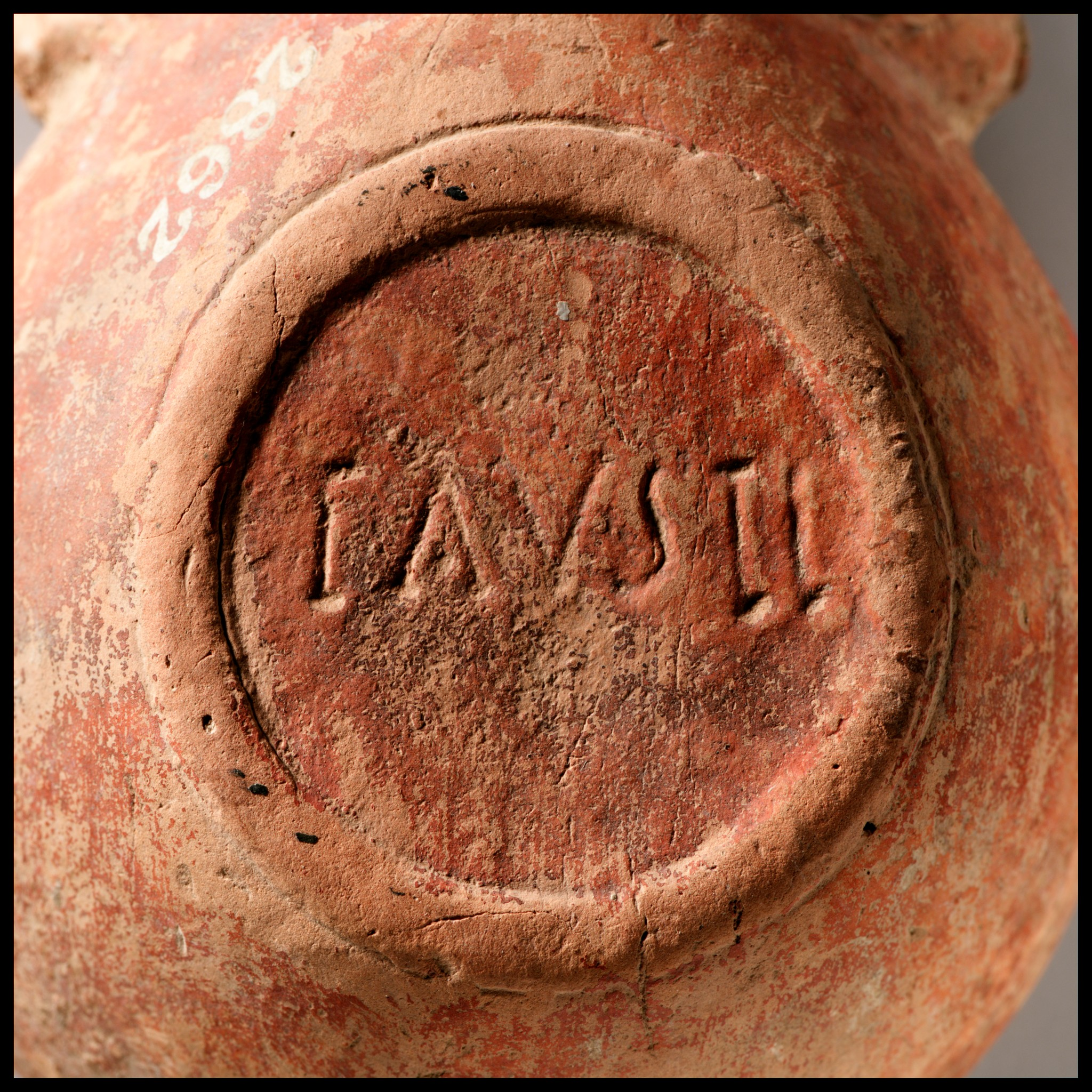
Lampenunterseite mit Signatur FAVSTI

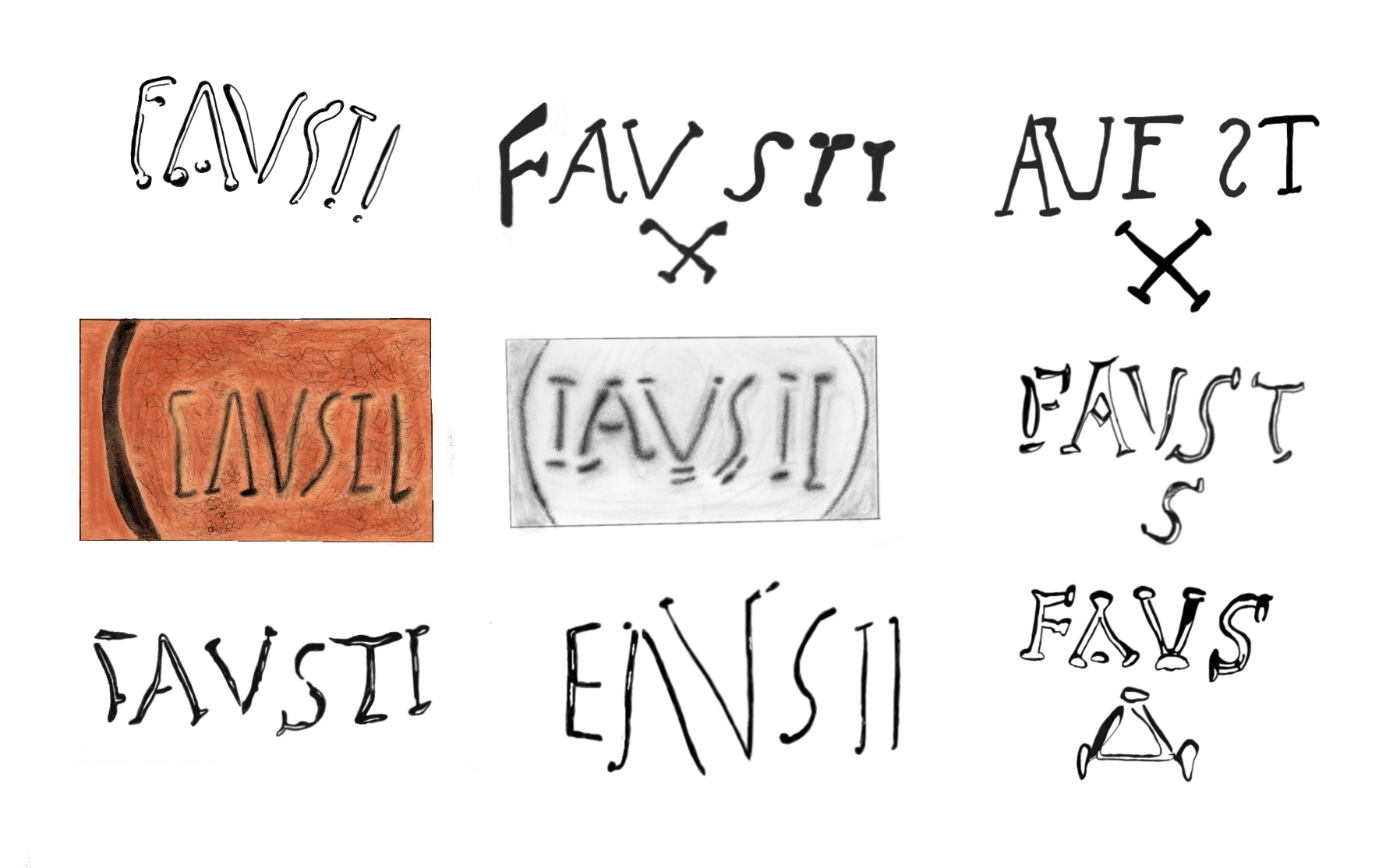
Einige Varianten der Signatur „FAVSTI“

Die Zuordnung der Lampen zum Hersteller Faustus erfolgt über Signaturen, die vor dem Brand an der Unterseite der einzelnen Lampen oder ihrer Modelle eingeritzt wurden.
Diese Signaturen zeigen jedoch eine Vielzahl an unterschiedlichen Handschriften und Schreibweisen, wobei auch Buchstaben ausgelassen oder verändert werden. Schreibvarianten sind unter anderem: FAVSTI, EΛVSII, FAVS, FVAS. Auch kommen Zusätze von Buchstaben wie X, A, Δ oder S vor.
Als Erklärung wurde vorgeschlagen, dass die Mitarbeitenden der Werkstatt in der lateinischen Schrift nicht geübt waren oder es mehrere Zweigwerkstätten gab.

## Motivspektrum

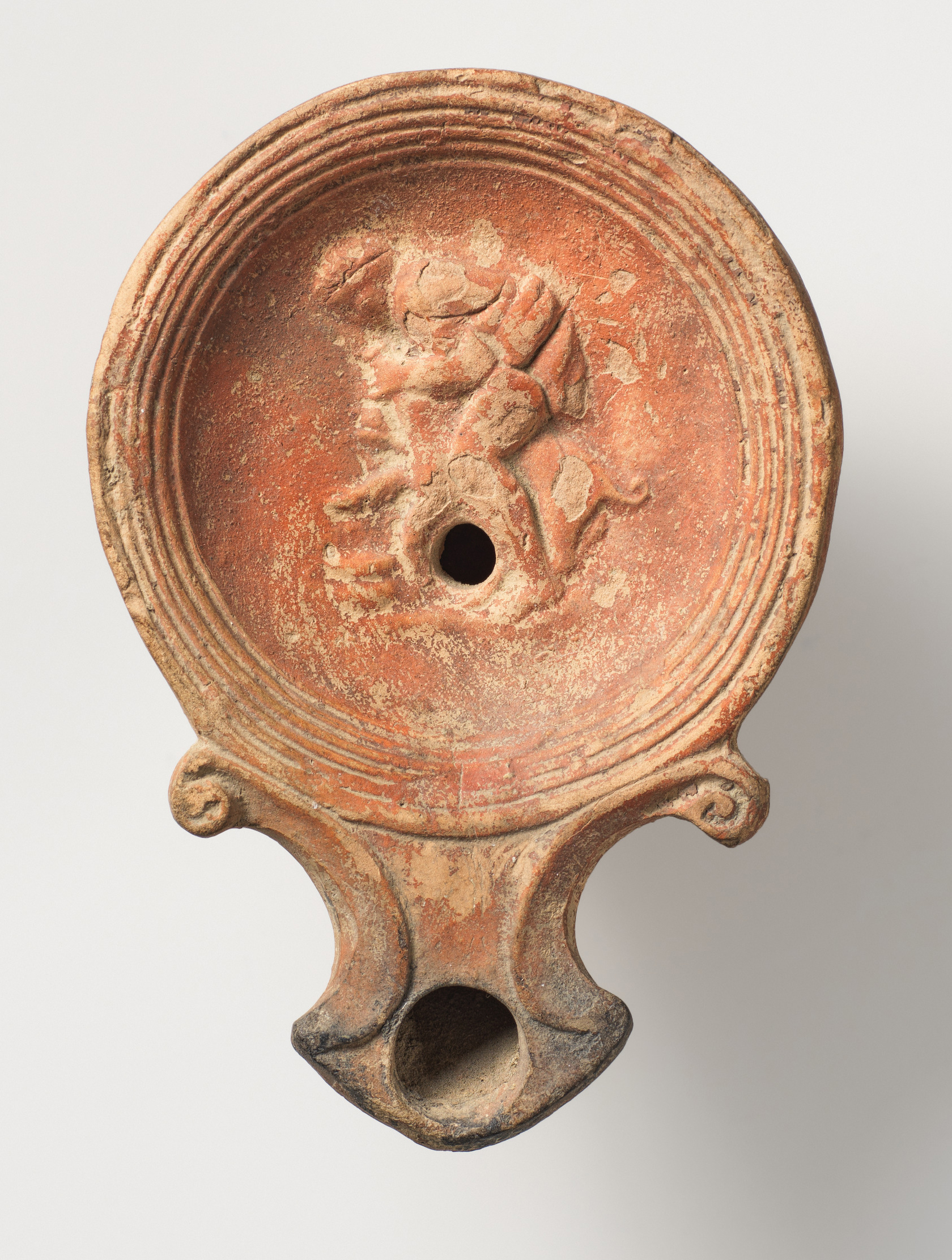
Lampe des Herstellers Faustus, dargestellt ist die Schlachtung einer Ziege

Die etwa 50 bekannten Motive auf dem Diskus der Lampen thematisieren ein breites Spektrum aus Religion und Mythos, Alltag, Pflanzen- und Tierwelt. Der überwiegende Teil der Motive stammt aus dem Umfeld des Dionysos: Masken, Rebzweige, Mänaden, Tänzer, Vorbereitungen zum ländlichen Fest, Löwen und Eroten. Daneben kommen Tierkampfgruppen und Gladiatorendarstellungen vor. Dreimal sind Liebesszenen bezeugt. Mythologische Szenen wie Zeus und Telephos, die von Tieren gesäugt werden, der Kentaur Chiron oder Pegasos bleiben selten. Nicht wenige der Szenen scheinen eigene Bildfindungen oder Umsetzungen des Themas zu sein, wie zum Beispiel bei Zeus mit der Ziege Amaltheia oder einem Bild von Apollon mit Leier, Lorbeerbaum und Rabe. Die meisten Bilder sind mit dem Hersteller von einem Ort zum anderen zu gewandert. So finden sich Lampen mit dem Bild einer Victoria mit dem Schild, sogenannte Neujahrslampen, auch mit jeweils dem gleichen Schriftbild der Signatur auf Delos, Zypern und in Ägypten. Andere Bilder, besonders jene auf Lampen, bei denen die Signatur mit Zusätzen versehen ist, kommen nur an einem Ort vor.

## „Die Reiseroute“

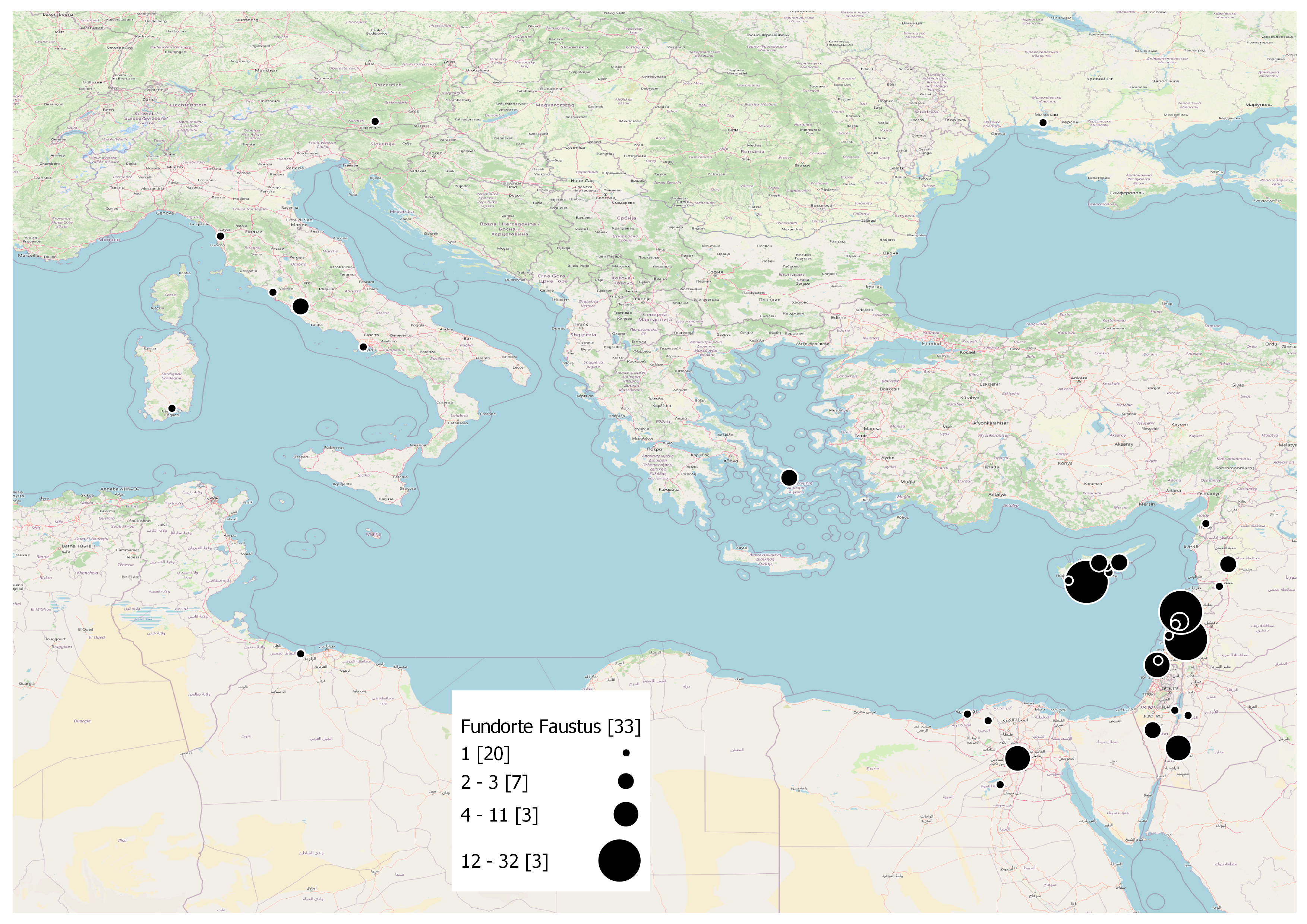
Fundorte von signierten Lampen des Faustus

Lampen, die mit der Signatur des Faustus gekennzeichnet sind, wurden in verschiedenen Städten Italiens und des östlichen Mittelmeerraums entdeckt, darunter Orte in Griechenland, auf Zypern, in der Levante und Ägypten. Besonders bemerkenswert ist, dass der verwendete Ton je nach Fundort aus unterschiedlichen Tonquellen stammt. Eine Neutronenaktivierungsanalyse des Tons der Lampen vom Tel Anafa zeigte zum Beispiel, dass diese aus einer einzigen lokalen Tonquelle stammen,  Lampenfunde aus Ägypten und Zypern aber andere Tonsorten aufweisen.
Die Unterschiede im verwendeten Ton legen nahe, dass Faustus an verschiedenen Orten Lampen hergestellt hat. Dies erklärt, warum Lampen mit der gleichen Signatur aus unterschiedlichem Ton gefertigt sind. Eine rekonstruierte Reiseroute wurde durch die Kombination von Tonanalysen, Fundorten und Datierung entwickelt. Es wird vermutet, dass Faustus von Italien nach Petra in Jordanien reiste, auch in der Region des heutigen Libanon arbeitete und dann in Ägypten und auf Zypern Lampen herstellte.

## Offene Fragen
Bis heute bleiben viele Fragen um die genauen Produktionsorte und die Organisation der Werkstatt offen. Nach wie vor steht eine genaue Analyse der vorliegenden Handschriften und ihrer Kombinationen mit Fundorten, Tonsorten und Bildmotiven aus. Für die Analyse der Tonsorten dürfte es vor allem weiterer chemischer und petrographischer Analysen bedürfen. Letztlich gesichert ist bis heute nur der Standort einer Niederlassung bei Tyros. Wo aber genau sonst noch in Italien, auf Zypern, in der Levante und Ägypten produziert wurde, ist offen. Weitere Aufschlüsse könnte auch die Dokumentation von Fingerabdrücken auf den Lampen liefern.
Nur in Ansätzen wurde bislang der Frage nachgegangen, wie Faustus mit jeweils lokalen Töpfern zusammenarbeitete, wie er deren Produktionsweisen ebenso wie die Bilderwelten ihrer jeweiligen Region nachhaltig veränderte oder inwiefern er lokale Motive in sein Repertoire aufnahm.